# Spedizione austro-ungarica al polo nord

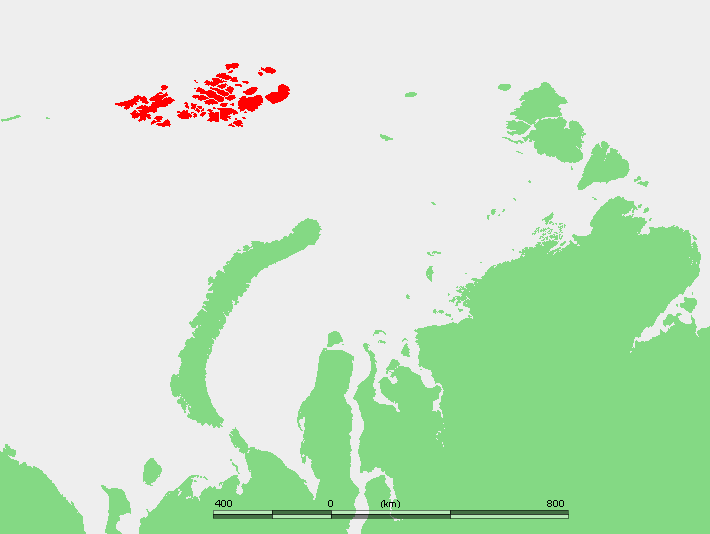
Collocazione geografica dell'arcipelago di Francesco Giuseppe

La spedizione austro-ungarica al polo nord fu una spedizione intrapresa dal 1872 al 1874 che portò alla scoperta della Terra di Francesco Giuseppe. Secondo Julius von Payer, uno dei capi della spedizione, il proposito della spedizione era quello di trovare un passaggio a nord-est, ma si portò poi all'esplorazione dell'area della Novaja Zemlja. Secondo l'altro capo della spedizione, Carl Weyprecht, invece, il raggiungimento del Polo Nord era un obbiettivo secondario. I costi stimati all'epoca per l'impresa ammontarono a 175.000 fiorini austriaci, che vennero finanziati dalle principali famiglie aristocratiche austro-ungariche. I due principali contributori furono il conte Johann Nepomuk Wilczek (1837–1922) e l'ungherese conte Ödön Zichy (1811–1894).
La nave principale della spedizione, la Tegetthoff, portava il nome del famoso ammiraglio austriaco Wilhelm von Tegetthoff, sotto il quale Weyprecht aveva a suo tempo prestato servizio. La nave venne costruita dal cantiere Teklenborg & Beurmann di Bremerhaven. Essa era uno schooner a tre alberi con 220 tonnellate di carico, 38.34 m di lunghezza e con un motore a vapore della potenza di 100 cavalli. La ciurma proveniva da tutta l'Austria-Ungheria, in particolar modo da Istria e Dalmazia. Inoltre, il conte Wilczek noleggiò personalmente la barca a vela Isbjørn come nave appoggio e deposito di emergenza.

## Il percorso dell'esplorazione

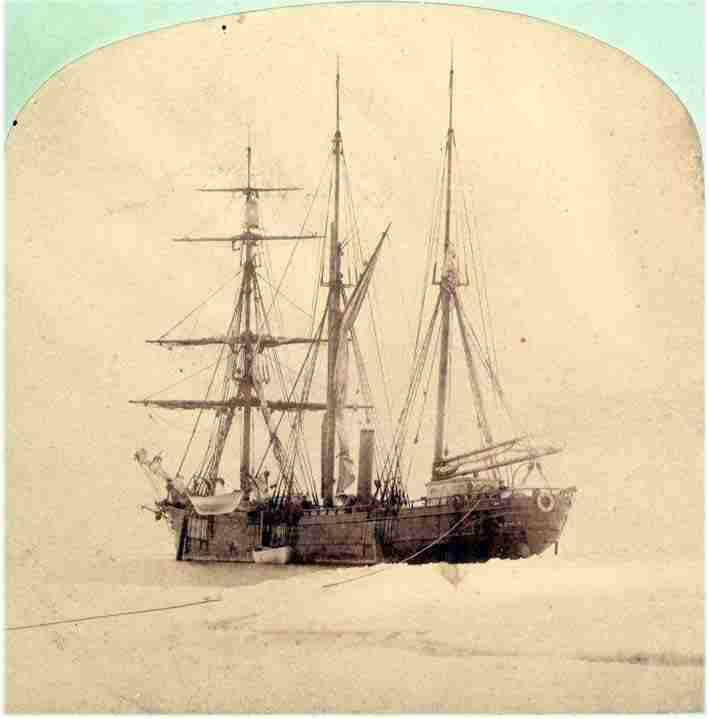
La Tegetthoff incagliata tra i ghiacci

Il 20 giugno 1872, l'Isbjørn salpò dal porto norvegese di Tromsø con l'obiettivo di creare un deposito di rifornimenti a Capo Nassau sulla Novaja Zemlja. A bordo c'erano il conte Wilczek, il barone von Sterneck e Johan Kjeldsen come capitano. La Tegetthoff con a bordo 24 uomini lasciò Tromsø, in Norvegia, nel luglio del 1872. Le due navi si incontrarono vicino alle Isole Barents, al largo della Novaja Zemlja, dove fu allestito il deposito di emergenza, nel caso in cui l'equipaggio della Tegetthoff avesse avuto bisogno di rifornimenti sulla via del ritorno. Completata la missione, la Isbjørn rientrò in porto. La Tegetthoff proseguì verso nord. Alla fine di agosto rimase bloccata nel ghiaccio a nord della Novaja Zemlja e andò alla deriva verso regioni polari fino ad allora sconosciute. Per un lungo periodo la nave rischiò di essere schiacciata dal ghiaccio. I membri della spedizione si prepararono spesso ad abbandonare la nave.
Alla fine di agosto di quello stesso anno giungendo sul pack a nord della Novaja Zemlja e da lì dandosi all'esplorazione delle regioni polari ancora sconosciute all'epoca. Nel corso della navigazione, il 30 agosto 1873 gli esploratori scoprirono un arcipelago che rinominarono Terra di Francesco Giuseppe dal nome dell'imperatore austro-ungarico, Francesco Giuseppe appunto. La prima isola su cui il gruppo sbarcò venne chiamata Isola di Wilczek dal cognome del principale finanziatore della spedizione.

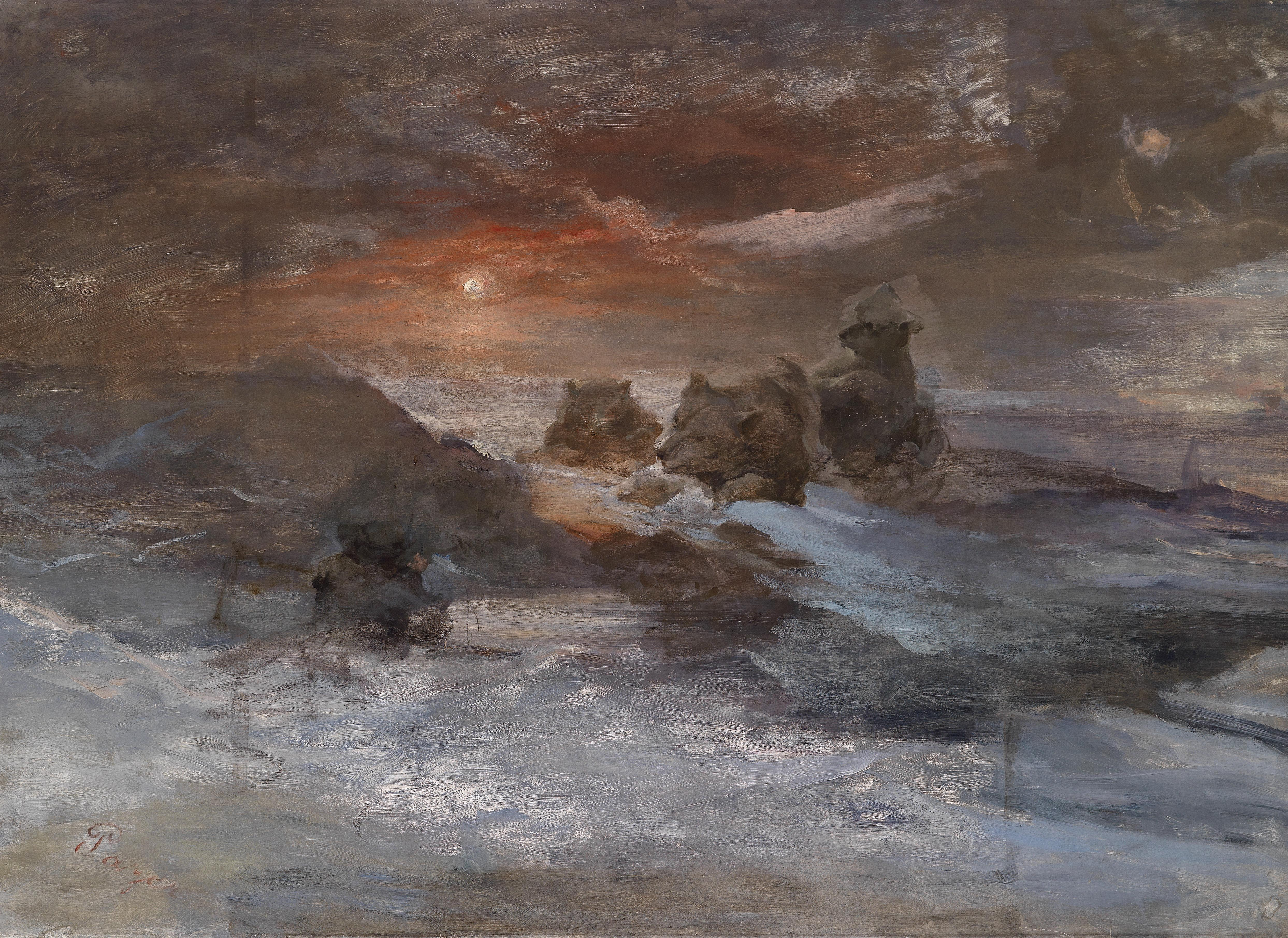
Caccia all'orso nella Terra di Francesco Giuseppe, dipinto di Julius von Payer.

Nel febbraio 1874 Weyprecht e Payer decisero di abbandonare la nave bloccata dai ghiacci dopo aver completato le spedizioni in slitta per esplorare le terre appena scoperte. La prima di queste spedizioni si diresse verso l'Isola Hall, dove i membri della spedizione scalarono Capo Tegetthoff e il ghiacciaio Sonklar. La temperatura sul ghiacciaio scese fino a -50 °C.
Il secondo viaggio in slitta durò 27 giorni. Durante il viaggio, gli uomini corsero sempre il rischio che il ghiaccio marino si spostasse o si aprisse e che non potessero tornare alla nave. Seguirono lo Stretto d'Austria verso nord, con Payer che effettuava rilevamenti in vari punti lungo il percorso. Il lavoro esplorativo permise di mappare gran parte della parte orientale della Terra di Francesco Giuseppe. Mentre attraversava il ghiacciaio Middendorf sull'Isola Rudolf, il marinaio Zaninovich, insieme alla slitta e ai cani, cadde in un crepaccio. Come alpinista esperto, Johann Haller riuscì a scendere e a recuperare Zaninovich, i cani e la slitta con la maggior parte dell'attrezzatura. Il 12 aprile 1874 raggiunsero il punto più settentrionale della Terra di Francesco Giuseppe, rinominato Capo Fligeli (81° 51′ N), superando così, a distanza di quasi 50 anni, il record stabilito dall'esploratore artico inglese James Clark Ross. Payer si era spinto nel punto accompagnato dal guardiamarina Eduard Orel e dal marinaio Antonio Zaninovich. 
Un terzo viaggio verso l'isola di McClintock fu condotto per effettuare ulteriori rilevamenti.
Come stabilito, nel maggio del 1874 il capitano Weyprecht decise col resto della spedizione di abbandonare la nave ormai inesorabilmente intrappolata tra i ghiacci del polo e di fare ritorno alla base tramite l'uso di slitte e barche, cercarono di raggiungere la Novaja Zemlja. Inizialmente portarono tre barche, ciascuna montata su una slitta, oltre a provviste e attrezzature per 3-4 mesi su tre slitte aggiuntive. Ogni slitta pesava circa 820 kg. Fu impiegata anche una piccola slitta trainata da cani e il gruppo procedette trainando le altre slitte. Il viaggio progredì molto lentamente sul pack pieno di hummocks, crepe, creste di ghiaccio e polinia. Solo dopo otto giorni si allontanarono dalla nave. Il 1º luglio non riuscirono ad avanzare ulteriormente e si ritirarono presso Lamont Island. Weyprecht decise di tornare alla nave per recuperare una quarta barca in attesa che le condizioni del ghiaccio migliorassero. Il 10 luglio proseguirono verso sud, a volte trainando le slitte e a volte remando le barche attraverso gli specchi d'acqua libera dai ghiacci e circondati dalla banchisa. Weyprecht annotò nel suo diario alcune lamentele sul comportamento di Payer, ma era comunque piuttosto orgoglioso dell'armonia e della lealtà degli uomini.
Il 14 agosto 1874 la spedizione raggiunse il mare aperto. I due cani rimasti dovettero essere abbattuti perché soffrivano di mal di mare e destabilizzavano le imbarcazioni. Dopo tre giorni di voga raggiunsero la Novaja Zemlja. Puntarono verso il deposito predisposto da Wilczek, ma dopo averlo accidentalmente superato e non potendo tornare indietro, decisero di proseguire verso sud e di affidarsi alle poche provviste a loro disposizione. Il 24 agosto le barche della spedizione austro-ungarica incontrarono i pescatori della goletta russa Nikolaj, capitanata da Fëdor Voronin che li accolse calorosamente. Il 3 settembre, dietro pagamento della somma corrispondente di 1200 rubli, gli uomini della spedizione vennero trasportati a Vardø, nella Finnmark, a nord della Norvegia.
La spedizione fece ritorno in Austria passando da Vardø e poi in treno da Amburgo. Durante il percorso per attraversare mezza Europa, il gruppo venne ricevuto da diversi dignitari locali e società geografiche in Norvegia, Svezia e Germania. Entrarono a Vienna in trionfo, accolti (come riportarono i giornali dell'epoca) da centinaia di migliaia di persone festanti.
Nel corso della spedizione morì un solo uomo, l'esploratore Otto Krisch, che si ammalò di tubercolosi durante il viaggio di ritorno. Fu sepolto in un'insenatura sull'isola Wilczek e la tomba venne sigillata con una roccia e dotata di una croce di legno.
Julius von Payer, per il successo nell'impresa, ottenne il titolo ereditario di barone dall'imperatore Francesco Giuseppe.

## Il messaggio in bottiglia
Disperando ormai del successo dell'impresa a causa delle pessime condizioni che la spedizione si era trovata ad affrontare, Carl Weyprecht scrisse una lettera raccontando gli eventi della spedizione ed i successi ottenuti, gettandola in mare all'interno di una bottiglia. Questa bottiglia venne ritrovata 104 anni più tardi, nel 1978, per merito di un ricercatore russo, Vladimir Serov, sull'isola di Lamont, nella Terra di Francesco Giuseppe. Trasportata a Vienna, dal 1980 è proprietà dell'Accademia austriaca delle scienze.

## Il significato dell'esplorazione

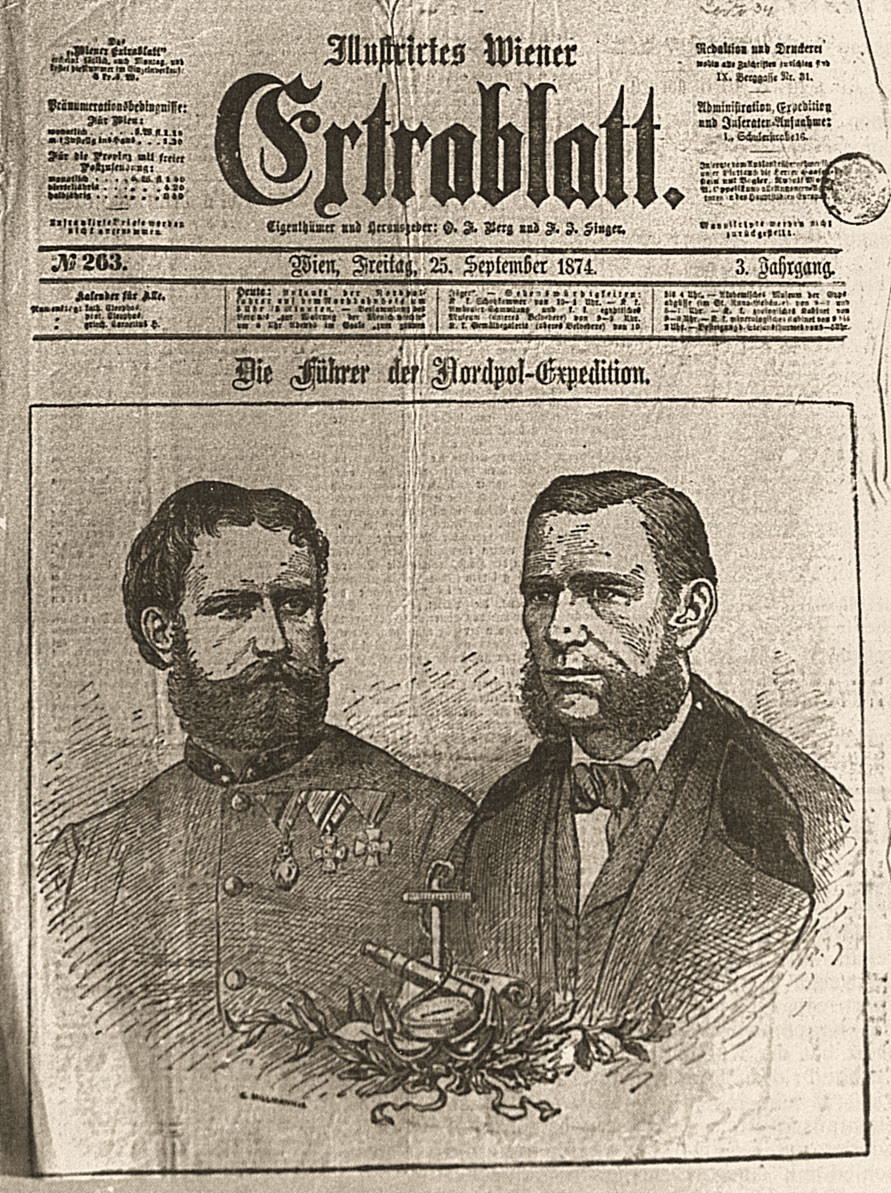
Julius von Payer (a sinistra) con Carl Weyprecht (a destra) sul titolo a prima pagina dell'Illustrierten Wiener Extrablattes del 25 settembre 1874

Le scoperte dell'esplorazione e l'esperienza accumulata con le carte nautiche stilate nell'occasione, diedero un considerevole contributo alla scienza polare, in particolare portando alla scoperta del tanto agognato passaggio a nord-est di Adolf Erik Nordenskiöld. Esse diedero inoltre un notevole impeto alla creazione dell'Anno polare internazionale, che rappresentò il passaggio dalle gare delle singole spedizioni alla cooperazione scientifica mondiale nell'esplorazione delle regioni polari, oltre a focalizzare ancora una volta l'attenzione sulle regioni polari e sulla necessità delle loro esplorazioni.
La spedizione portò a diversi risultati nel campo della meteorologia, dell'astronomia, della geodesia, del magnetismo, della zoologia e nell'avvistamento delle aurore boreali. I risultati vennero pubblicati dall'Accademia delle Scienze nel 1878. L'opera Österreichisch-ungarische Nordpol-Expedition in den Jahren 1872–74, pubblicata nel 1876, raccolse il resoconto completo della spedizione, accompagnato da una serie di disegni realizzati da Payer stesso.

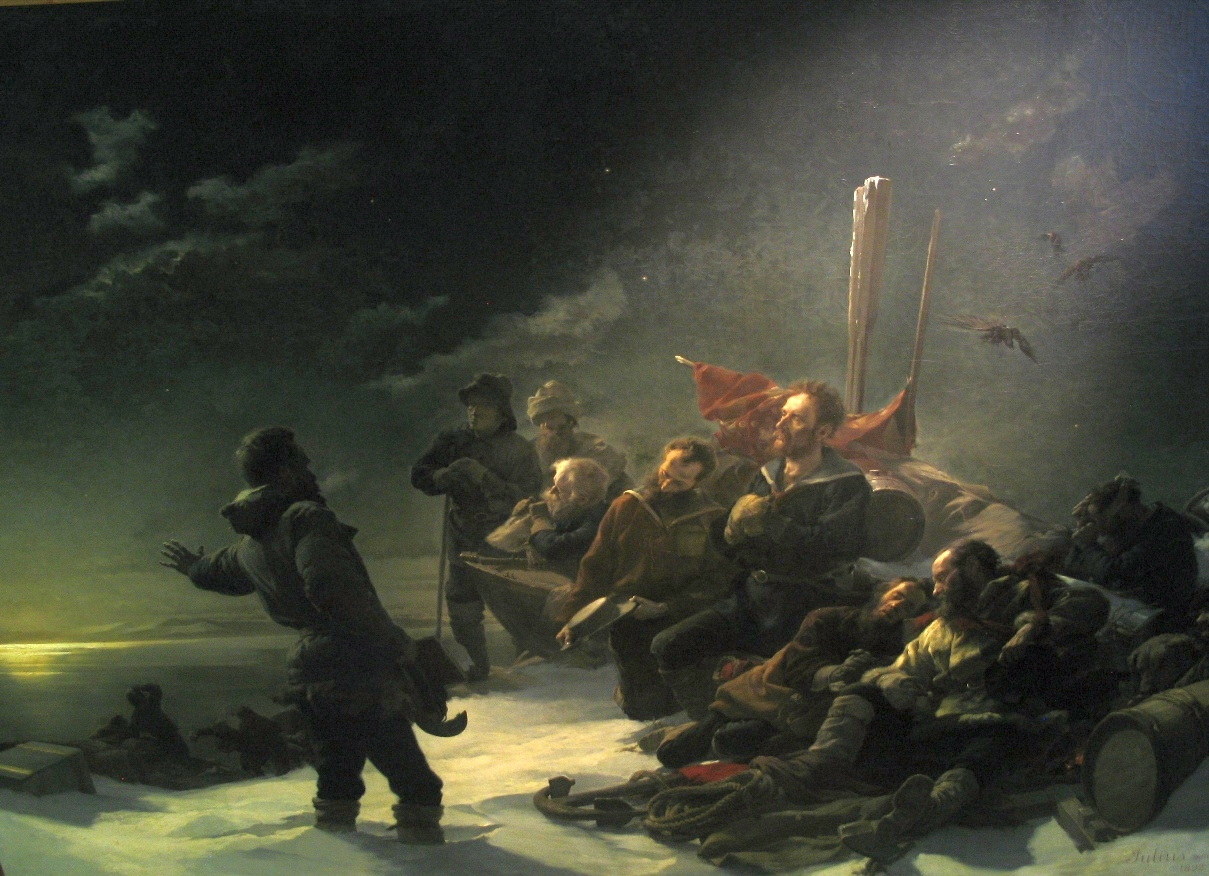
"Mai tornare indietro!", dipinto di Julius von Payer

A tal proposito, va ricordato che Payer realizzò un monumentale dipinto ad olio raffigurante uno degli episodi più significativi e drammatici della spedizione da lui condotta e vissuta. Il dipinto, chiamato Mai tornare indietro! si trova oggi esposto al Museo di storia militare di Vienna e ripropone l'episodio nel quale il gruppo dei marinai era intenzionato a fare ritorno alla nave intrappolata nel ghiaccio, abbandonati ormai a morte certa, mentre Payer si impose con la Bibbia nella propria mano perché il gruppo proseguisse, trovando la salvezza verso il mare aperto.
La spedizione venne inoltre prescelta come tema principale per la creazione di una moneta da 5 euro in argento dell'Austria coniata dall'8 giugno 2005. Sul retro della moneta si trovano le figure dei due esploratori con la nave incagliata tra i ghiacci dietro di loro.

## L'equipaggio
L'equipaggio proveniva da tutta l'Austria-Ungheria, in particolare dalla costa adriatica, la principale area di reclutamento della Marina austro-ungarica. I suoi componenti comunicavano principalmente in italiano.
| - Carl Weyprecht - comandante della nave (di Michelstadt, Assia) - Julius von Payer - capo spedizione (di Teplice, Boemia) - Gustav Brosch - 1º ufficiale (di Chomutov, Boemia) - Eduard Orel - 2º ufficiale (di Nový Jičín, Moravia) - Dr. Julius Kepes - medico di bordo (di Vary, Ungheria) - Elling Carlsen - esploratore e pilota dei ghiacci (di Tromsø, Norvegia) - Pietro Lusina - nostromo (di Fiume, Istria) - Otto Krisch - meccanico e macchinista (di Pačlavice, Moravia) - Antonio Vecerina - carpentiere (di Draga, Istria) - Josef Pospischil - fuochista (di Přerov, Moravia) - Johann Oratsch - cuoco (di Graz, Stiria) - Johann Haller - cacciatore e alpinista (della Val Passiria, Tirolo) - Alexander Klotz - cacciatore e alpinista (della Val Passiria, Tirolo) | Marinai: - Antonio Zaninovich (di Lesina, Dalmazia) - Antonio Catarinich (di Lussino, Istria) - Antonio Scarpa (di Trieste) - Antonio Lukinovich (di Brazza, Dalmazia) - Giuseppe Latkovich (di Promina, Dalmazia) - Pietro Fallesich (di Fiume, Istria) - Giorgio Stiglich (di Buccari, Croazia) - Vincenzio Palmich (di Volosca, Istria) - Lorenzo Marola (di Fiume, Istria) - Francesco Lettis (di Volosca Istria) - Giacomo Sussich (di Volosca, Istria) |

Erano accompagnati da due cani provenienti dalla Lapponia e sei da Vienna, oltre a due gatti.

## Letteratura
L'avventura di Weyprecht, Payer e dell'equipaggio della Tegethoff è narrato nel romanzo di Christoph Ransmayr Gli orrori dei ghiacci e delle tenebre, pubblicato nel 1984.